# Lele Pons

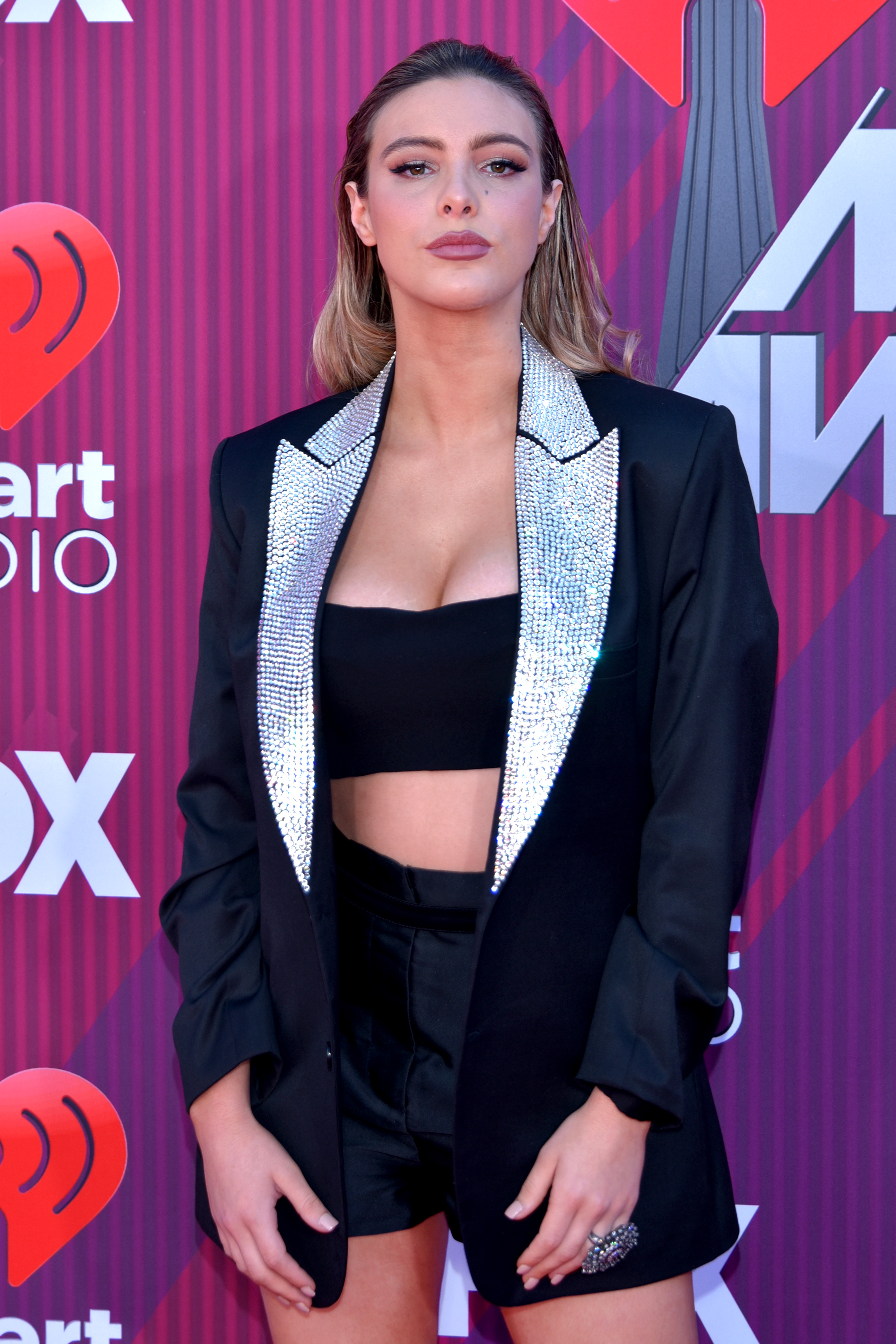
Lele Pons (2019)

Eleonora Pons Maronese (* 25. Juni 1996 in Caracas, Venezuela) ist eine venezolanisch-US-amerikanische Webvideoproduzentin, Schauspielerin und Sängerin („Celoso“).

## Biografie
Pons zog im Alter von fünf Jahren in die Vereinigten Staaten und lebte dort in Miami, Florida. Mit 15 bekam sie ihr erstes Smartphone, mit dem sie ihre ersten Videos für das Videoportal Vine drehte. Im Jahr 2015 absolvierte Pons die Country Day High School in Miami und zog nach Los Angeles. In der Schule wurde Pons von ihren Mitschülern wegen ihres Akzents und ihrer Nase gemobbt. Sie schrieb über diese Zeit ein Buch (Surviving High School), das im April 2016 veröffentlicht wurde. Am 19. Mai 2020 wurde auf YouTube Originals die erste Episode von „The Secret Life of Lele Pons“ veröffentlicht, in dem sie das erste Mal öffentlich bekannt gab, dass sie unter OCD, dem Tourette-Syndrom und Depressionen leide.

## Socialmedia-Kanäle
Am 13. Juni 2016 erreichte sie auf ihrem Vine Kanal 8,4 Milliarden „Loops“ und 11,1 Millionen Follower. Derzeit hat sie auf ihrem Instagram-Account 50 Millionen Follower. Am 18. September 2015 startete sie ihren YouTube-Kanal mit rund 14,1 Millionen Abonnenten im April 2019. Derzeit wird ihr YouTube-Kanal von „Shots Studios“ geleitet, die auch ihre Videos produzieren.

## Filmografie
Bisher spielte Pons in den Fernsehserien Escape The Night (2016), Scream (2016) und Amigos sowie in den Filmen We Love You (2016) und Airplane Mode (2019) mit.
Im März 2023 nahm Pons als Jackalope an der neunten Staffel der US-amerikanischen Version von The Masked Singer teil, in der sie den 14. Platz erreichte.

## Diskografie

### Singles
| Jahr | Titel Album  | Höchstplatzierung, Gesamtwochen, AuszeichnungChartplatzierungen (Jahr, Titel, Album, Platzierungen, Wochen, Auszeichnungen, Anmerkungen) | Höchstplatzierung, Gesamtwochen, AuszeichnungChartplatzierungen (Jahr, Titel, Album, Platzierungen, Wochen, Auszeichnungen, Anmerkungen) | Anmerkungen     |
| Jahr | Titel Album  | Latin | ES | Anmerkungen     |
| ---- | ------------ | --- | --- | --------------- |
| 2018 | Dicen –      | Latin29 ×2Doppelplatin · (3 Wo.)Latin | ES84 (5 Wo.)ES | mit Matt Hunter |
| 2018 | Celoso –     | Latin11 ×3Dreifachplatin · (18 Wo.)Latin                                                                                                 | ES7 ×2Doppelplatin · (29 Wo.)ES |                 |
| 2019 | Bloqueo –    | Latin42 (1 Wo.)Latin | — | mit Fuego       |
| 2020 | Se te nota – | Latin35 ×3Dreifachplatin · (2 Wo.)Latin                                                                                                  | ES17 Platin · (20 Wo.)ES | mit Guaynaa     |

Weitere Singles
- 2018: Teléfono (Remix) (mit Aitana)
- 2019: Vete Pa La
- 2020: Volar (mit Susan Diaz, Victor Cardenas)
- 2020: Sucio y Lento (mit Mariah Angeliq)
- 2021: Bubble Gum (mit Yandel)
- 2021: Al Lau
- 2021: Abajo y Arriba (mit Juhn)
- 2024: Las burbujas del jacuzzi (India Martínez feat. Greeicy & Lele Pons, ES: Gold)

## Auszeichnungen für Musikverkäufe
| Goldene Schallplatte - Brasilien - 2024: für die Single Se te nota - Chile - 2018: für die Single Celoso - Italien - 2021: für die Single Se te nota - Kolumbien - 2021: für die Single Se te nota Platin-Schallplatte - Brasilien - 2024: für die Single Celoso 3× Goldene Schallplatte - Mexiko - 2022: für die Single Teléfono (Remix) | 2× Platin-Schallplatte - Ecuador - 2018: für die Single Celoso - Peru - 2018: für die Single Celoso 5× Goldene Schallplatte - Mexiko - 2020: für die Single Celoso 2× Diamantene Schallplatte - Mexiko - 2021: für die Single Se te nota |

Anmerkung: Auszeichnungen in Ländern aus den Charttabellen bzw. Chartboxen sind in ebendiesen zu finden.
| Land/RegionAuszeichnungen für Musikverkäufe (Land/Region, Auszeichnungen, Verkäufe, Quellen) | Gold     | Platin       | Diamant     | Verkäufe | Quellen             |
| -------------------------------------------------------------------------------------------- | -------- | ------------ | ----------- | -------- | ------------------- |
| Brasilien (PMB)                                                                              | Gold1    | Platin1      | —           | 60.000   | pro-musicabr.org.br |
| Chile (IFPI)                                                                                 | Gold1    | —            | —           | 60.000   | Einzelnachweise     |
| Ecuador (SOPROFON)                                                                           | —        | 2× Platin2   | —           | 12.000   | Einzelnachweise     |
| Italien (FIMI)                                                                               | Gold1    | —            | —           | 35.000   | fimi.it             |
| Kolumbien (ASINCOL)                                                                          | Gold1    | —            | —           | 5.000    | Einzelnachweise     |
| Mexiko (AMPROFON)                                                                            | 2× Gold2 | 3× Platin3   | 2× Diamant2 | 840.000  | amprofon.com.mx     |
| Peru (UNIMPRO)                                                                               | —        | 2× Platin2   | —           | 12.000   | Einzelnachweise     |
| Spanien (Promusicae)                                                                         | Gold1    | 3× Platin3   | —           | 190.000  | elportaldemusica.es |
| Vereinigte Staaten (RIAA)                                                                    | —        | 8× Platin8   | —           | 480.000  | riaa.com            |
| Insgesamt                                                                                    | 7× Gold7 | 19× Platin19 | 2× Diamant2 |          |                     |